# ゴールデン・オピュレンス・サンデー
ゴールデン・オピュレンス・サンデー（英語: Golden Opulence Sundae）は、アメリカ合衆国ニューヨークのレストラン・セレンディピティ3で提供されているサンデー。「世界一高級なサンデー（World's Most Expensive Sundae）」としてギネス世界記録に認定されている。

## 概要

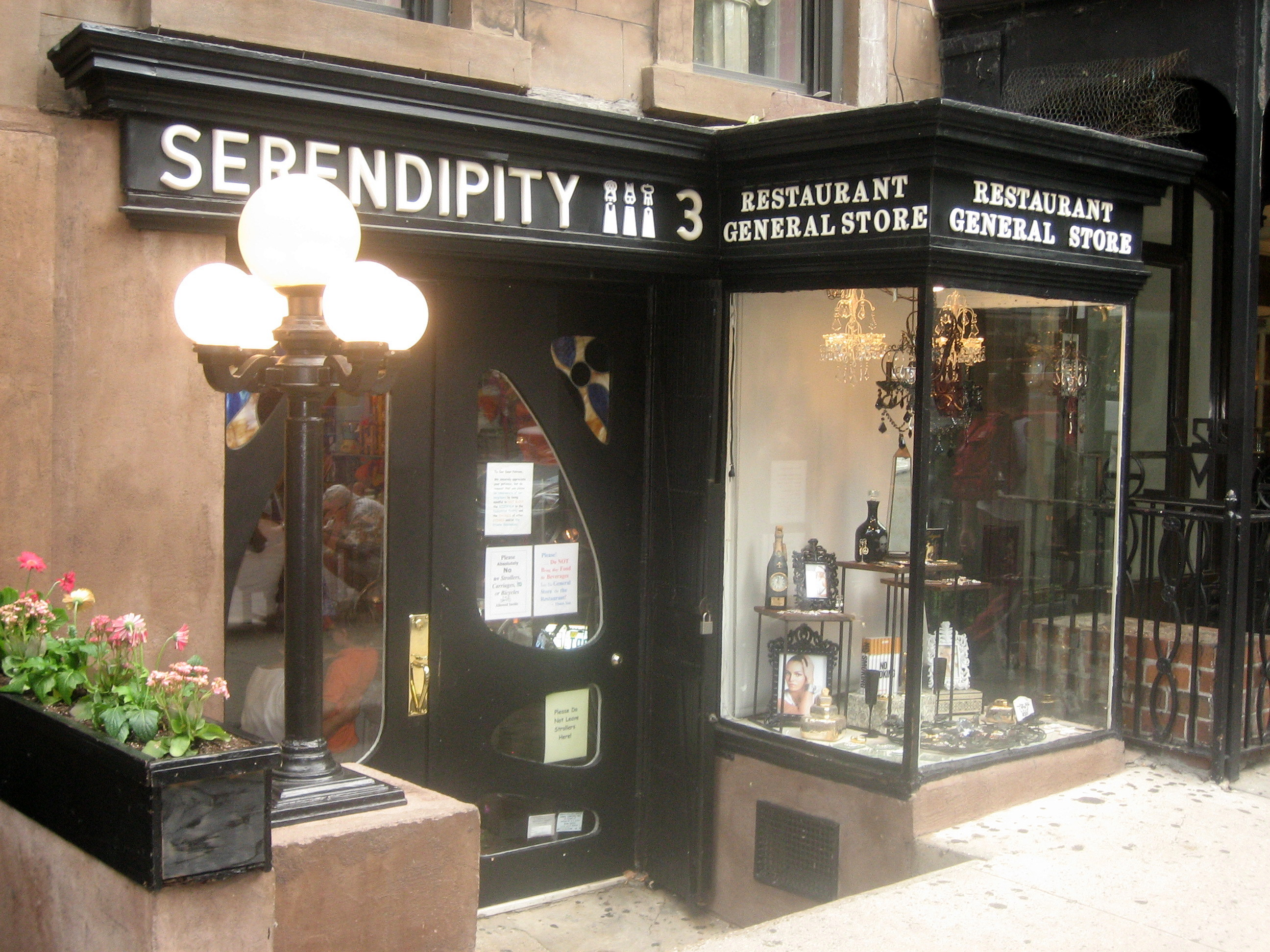
セレンディピティ3入口

セレンディピティ3の開業50周年を記念して2005年に考案された期間限定メニューであったが、人気が高かったためレギュラーメニューとなった。
販売価格は、1000ドル（2016年時点）。器に使用されているバカラ製のクリスタルグラスは持ち帰り可能である。
注文するには、2日前（48時間前）までに予約が必要。

## 作り方
1. バカラ製のクリスタルグラスに23金の金箔を敷く[1][2][3]。
2. タヒチ産のバニラを使用したアイスクリームをアイスクリームスコップ5杯ぶんに、マダガスカル産のバニラをトッピングし、金箔を添えてクリスタルグラスに入れる[1][2][3]。
3. アイスクリームの上に、アメデイ製の最高級チョコレート・アメディ・ポルチェラーナ（英語版）から作ったチョコレートソースをかけ、金箔を添えたアイスクリームを乗せる[1][2][3]。
4. トリュフチョコレート、金箔でコーティングされたアーモンドチョコレート（アーモンドはヨルダン産）、パリ産キャンディーフルーツ、イタリア製のチェリーのマジパン、希少なベネズエラ・チュアオ村（英語版）産生チョコレートの塊、金のシュガーフラワー（ロン・ベン・イスラエル（英語版）作）などを盛り付ける[1][2][3]。
5. パッションフルーツとオレンジ、アルマニャックをからめた塩気の無いデザートキャビアの「グランデ・パッソン・キャビア（Grand Passion Caviar）」を小さな器に盛り、真珠貝製のキャビアスプーン（英語版）を添えて、パフェの上に乗せる[1][2][3]。
6. 18金のスプーンを添えて提供する[3]。